# Rudežove kuće u Donjim Vinjanima
Rudežove kuće je srednjovjekovno groblje u selu Donjin Vinjanin, Grad Imotski.

## Opis
Srednjovjekovno groblje Rudežove kuće nalazi se na SI rubu zaseoka Rudeži u Vinjanima Donjim. Radi se o većem srednjovjekovnom groblju sa stećcima koje nastaje tijekom 15. stoljeća. Na lokalitet je skupina od 22 stećka, većinom sanduci i ploče te jedan sljemenjak odnosno tzv. visoki stećak. Stećci su većih dimenzija i finije obrade te je većina ukrašena. Na stećcima se izmjenjuju ukrasni motivi tipični s ovo područje: križevi, rozete, zvijezde, polumjesec, štit i mač, ljudski likovi, kolo, tordirano uže, lozice, cik-cak linije.

## Zaštita
Pod oznakom Z-5934 zavedeno je pod vrstom "arheologija", pravna statusa zaštićena kulturnog dobra, klasificirano kao "kopnena arheološka zona/nalazište".